# Late Show
Late Show es un programa de conversación y variedades de televisión estadounidense, emitido por CBS en horario nocturno (late night show). Su primera emisión fue el 30 de agosto de 1993 con David Letterman, quien había sido el conductor por 11 años de Late Night with David Letterman, en NBC desde 1982 y 1993. Durante la conducción de Letterman fue producido por su compañía “Worldwide Pants” y por CBS Television Studios. El programa se emite desde el Teatro Ed Sullivan en Broadway.
Letterman se retiró de la conducción el 20 de mayo de 2015 y fue sucedido por Stephen Colbert quien comenzó el 8 de septiembre de 2015.

## Conductores
| Animador        | Desde                   | Desde | Hasta              | Hasta | Nombre                             | # de episodios | Tiempo en Conducción | Estudio            |
| Animador        | Fecha                   | Edad  | Fecha              | Edad  | Nombre                             | # de episodios | Tiempo en Conducción | Estudio            |
| --------------- | ----------------------- | ----- | ------------------ | ----- | ---------------------------------- | -------------- | -------------------- | ------------------ |
| David Letterman | 30 de agosto de 1993    | 46    | 20 de mayo de 2015 | 68    | Late Show with David Letterman     | 4,263          | 22 años y 9 meses    | Teatro Ed Sullivan |
| Stephen Colbert | 8 de septiembre de 2015 | 51    | —                  | —     | The Late Show with Stephen Colbert | —              | —                    | Teatro Ed Sullivan |

## Historia

### David Letterman
CBS había intentado tener programas nocturnos de conversación que compitieran con The Tonight Show Starring Johnny Carson, pero debido a la baja audiencia terminaron cancelados. Antes de la emisión de Late Show, CBS, emitía películas o retransmisión de programas sindicados. Cuando a David Letterman no le dejaron la conducción The Tonight Show cuando Johnny Carson se retiró en 1992, CBS quería atraerlo y le ofreció un contrato de $14 millones de dólares anuales por tres años, doblando su salario de Late Night. Según el acuerdo, el programa tendría que pasar al menos 1 mes en Hollywood cada año.

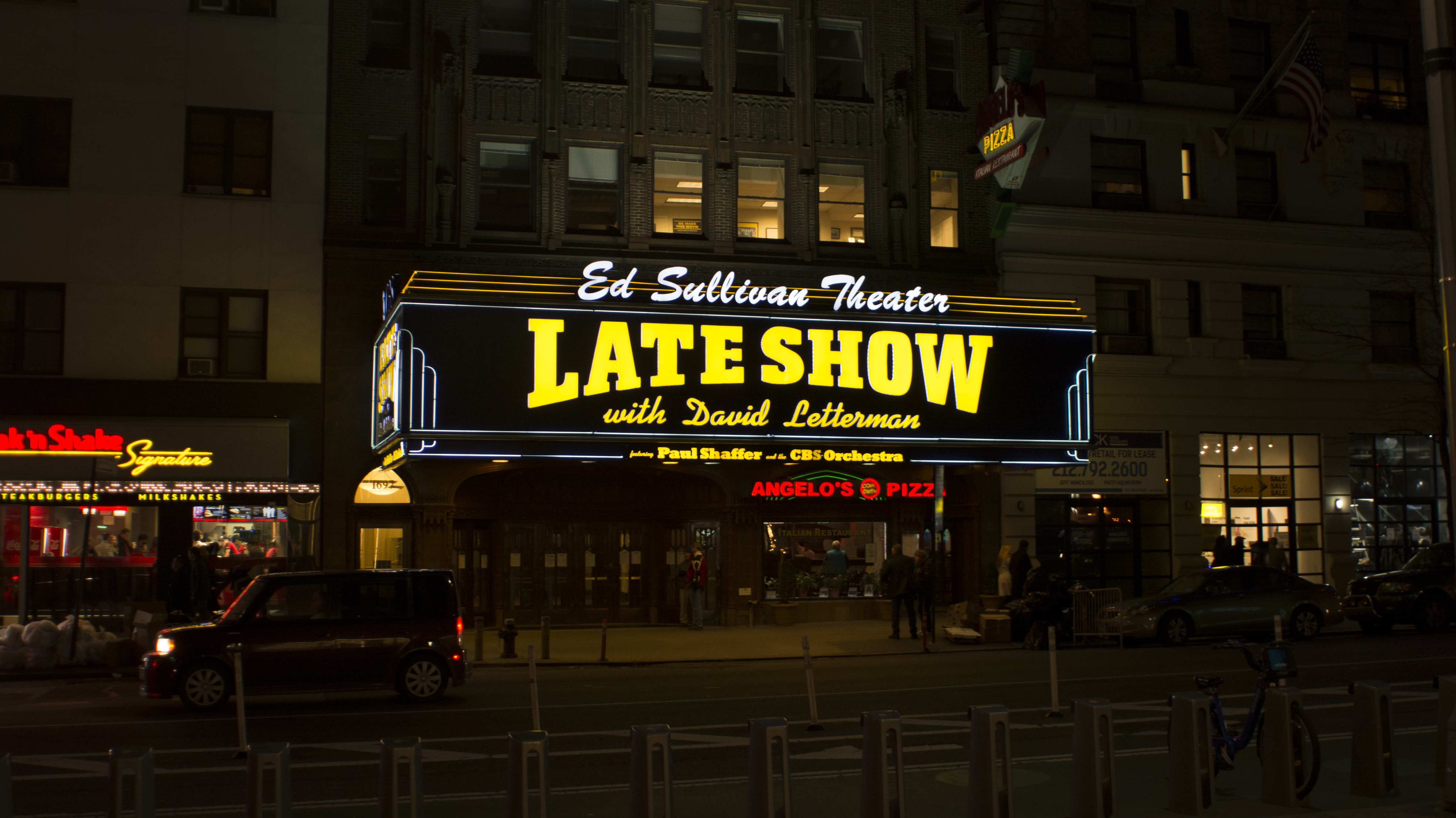
Ed Sullivan Theater, donde se graba el programa

CBS compró el Teatro Ed Sullivan por cuatro millones de dólares y gastando “varios millones más” por la renovación. El costo total para CBS por la compra y renovación del teatro, la transferencia de Letterman de NBC a CBS, el locutor Bill Wendell, la banda musical con Paul Shaffer y los escritores, sobrepasaron los $140 millones de dólares.
Cuando Letterman se cambió a CBS tuvo que cambiar varios nombres y sketches de comedia debido a los derechos intelectuales de Late Night estaban en propiedad de NBC.
En audiencia Letterman, ganó varias veces a The Tonight Show with Jay Leno, en los primeros 2 años. Leno comenzó a ganar debido a la entrevista a Hugh Grant en 1995 (debido a un escándalo sexual que había tenido el actor), también Leno fue ayudado por las series del horario prime de NBC como Seinfeld, Friends y ER, además CBS se vio perjudicada entre 1995 y 1997 debido a que varias cadenas afiliadas a esta se cambiaron a FOX, justo cuando Late Show comenzaba a ganar fuerza. Late Show volvió a ganar para 2001 debido a los atentados del 11 de septiembre, al ser el primer programa de entretención en salir después de los atentados el 17 de septiembre además de grabarse desde Nueva York. Cuando Jay Leno dejó la conducción por primera vez de The Tonight Show en 2009 y Conan O'Brien sucesor de Letterman en Late Night, había tomado la conducción de The Tonight Show, y comenzó a perder en contra de Letterman.
El locutor Bill Wendell dejó el programa en 1995, con Alan Kalter ocupando su lugar.
El 3 de abril de 2014, Letterman anunció su retiro en algún momento de 2015.
El último programa se emitió el 20 de mayo de 2015, contando con invitados como Foo Fighters.

### Stephen Colbert
El 10 de abril de 2014, CBS anunció que el sucesor de Letterman en la conducción de Late Show será el actual conductor de The Colbert Report, de Comedy Central, Stephen Colbert.
El 23 de julio de 2014, CBS confirmó que el programa de Colbert continuaría emitiéndose desde Teatro Ed Sullivan, en Broadway, en la ciudad de Nueva York.
Su primera emisión fue el 8 de septiembre de 2015.